# عرب خمسه
ایل عرب خمسه یک ایل عرب‌تبار ساکن جنوب ایران و یکی از ایلات تشکیل‌دهندهٔ اتحادیهٔ ایلات خمسه در استان فارس است. عرب خمسه از دو شاخه عرب جبَاره و شیبانی تشکیل شده است. این قوم به گویشی از عربی سخن می‌گویند و مسلمان و شیعه‌مذهب می‌باشند.
ییلاق ایل عرب در شهرستان‌های بوانات، خرم‌بید و سرچهان، در شمال شرقی استان فارس و قشلاق آن‌ها در منطقه پهناوری از سروستان تا لارستان در جنوب شرقی فارس و منطقه احمدی در شمال هرمزگان قرار دارد. امروزه بیشتر عرب‌های خمسه یکجانشین شده و در شهرها و روستاهای شرق فارس ساکن شده‌اند.

## تاریخچه
بیشتر محققان بر این باورند که خاستگاه جغرافیایی ایلات عرب ساکن در ایران، شبه‌جزیره عربستان، در مناطق نجد، یمامه، یمن و عمان بوده است که پس از ظهور اسلام به ایران مهاجرت کرده‌اند. در دورهٔ مهاجرت، گروهی از قبایل و طوایف عرب، در خوزستان، و شماری دیگر در فارس ساکن شدند. براساس روایتی شفاهی، جباره‌ها خود را از نسل جابر بن عبدالله انصاری، از اصحاب پیامبر اسلام دانسته‌اند که برای فتح فارس با سپاه اسلام با «عیال و مواشی» به ایران آمدند و در این سرزمین ساکن شدند. دو طایفهٔ عرب جباره و شیبانی از دورهٔ صفویه به این سو از طوایف شناخته شدهٔ منطقه فارس بوده‌اند. عشایر عرب منطقه فارس برخلاف عشایر عرب خوزستان، با مردم بومی فارس درآمیختند، به طوری که امروزه بسیاری از ویژگی‌های فرهنگی خود را از دست داده و با اهالی بومی زیستگاه خود کم و بیش همگن شده‌اند. در برخی از منابع، جباره را «عرب کوچی» نیز ذکر کرده‌اند.
در گذشته دو طایفه عرب مستقل در استان فارس به نام‌های بهاءالدینی و شیری نیز وجود داشته‌اند که امروزه توسط گروه‌های بزرگتری جذب شده‌اند؛ اولی به اتحادیه ایلی قشقایی و دومی نیز به ایل عرب خمسه پیوسته است.
به گفته فسایی میراسماعیل خان عرب شیبانی جد اعلای خاندان خوانین عرب در دولت صفویه احترامی تمام داشت و حکومت ایل عرب به انضمام حکومت ایل باصری در این دوره به او سپرده شد. پس از او نیز حکومت نسل اندر نسل در نوادگان او ادامه یافت تا اینکه در سال ۱۲۶۰ خورشیدی پس از کاهش قدرت حکومت مرکزی در منطقهٔ فارس و به قدرت رسیدن حکومت محلی، خان‌های طایفه‌های دیگر عرب شیبانی قدرت را به دست گرفتند.

### دوره قاجار
در سال ۱۲۷۸ قمری (۱۲۴۰ خورشیدی)، علی‌محمد خان قوام‌الملک حاکم فارس با پشتیبانی دولت مرکزی اتحادیه ایلی خمسه را به جهت رقابت و خنثی‌سازی قدرت قشقایی‌ها در فارس از پنج ایل کوچکتر ایجاد کرد. ایل عرب در میان این پنج ایل بزرگ‌ترین و پرجمعیت‌ترین آن‌ها بود و نیروی غالب را در میان ایل‌ها داشت؛ چنانچه در برخی از منابع به اشتباه از تمامی ایلات خمسه گاه به عنوان عرب یاد می‌شود.
در دورهٔ قاجار در ایلات خمسه دو کنش سیاسی ناهمسو فعال بود. گروهی وفادار به دولت و گروهی دیگر بر ضد حکومت بودند و در قیام ضدانگلیسی عشایر جنوب به مبارزه برخاستند. چنانچه در این دوره برخی از طوایف عرب با تشکیل پلیس جنوب با آن به جنگ پرداختند که تلفات بسیاری بر آن‌ها وارد شد. برای نمونه در یک درگیری پلیس جنوب با ایل عرب ۲۴ مرد، زن و بچه کشته و زخمی و پنج مرد دیگر اسیر شدند و روستای آن‌ها نیز غارت شد. از سویی دیگر نیروهای دیگری از ایل عرب در کنار تفنگچیانی از ایل بهارلو به رهبری ابراهیم خان قوام‌الملک به همکاری با پلیس جنوب تن دادند و با شکست صولت‌الدوله، فيروزآباد را تصرف کردند.
در این دوره عسکر خان عرب شیبانی معروف به «صولت‌العشایر» کلانتر ایل عرب نیز علیه انگلیسی‌ها به پا خواست. او در حدود سال ۱۲۹۰ خورشیدی با نپرداختن مالیات، علیه دولت قاجار شورید و قسمتی از شمال فارس را اشغال کرد و خود را «عسکر شاه» نامید. پس از مدتی قوام‌الملک او را با نیرنگ دستگیر کرد و کلانتر ایل عرب پس از مصادره تمامی اموالش در شیراز به دار آویخته شد. از میراث او درب نقره مشهور حرم شاهچراغ موسوم به «در عسکر خانی» است. خود او نیز در شاهچراغ به خاک سپرده شد. پس از اعدام عسکر خان، فرزندش خانباز خان عرب شیبانی رهبری شورش را بر عهده گرفت و درگیری‌های متعددی را با نیروهای دولتی رهبری کرد و سرانجام در اثر خیانت یکی از نزدیکانش در سال ۱۳۰۰ به قتل رسید.

### دوره پهلوی تاکنون
با روی کار آمدن رضاشاه، دوره‌ای از سرکوب و فشار بر روی ایلات و عشایر آغاز شد. عشایر فارس در پاسخ به این سرکوب‌ها طی شورش عشایری ۱۳۰۹-۱۳۰۷ فارس به پا خواستند. طی این شورش عشایر بهارلو داراب را تصرف نموده و سپس با همراهی عشایر عرب، فسا را در اول تیرماه ۱۳۰۸ تصرف کردند. در شهریور همان سال دولت سرهنگ محمدتقی‌خان عرب شیبانی را به عنوان حاکم خمسه و لارستان برگزید و او پس از درگیری‌های سنگین شهرهای فسا و داراب و دیگر مناطق تصرفی عشایر را پس گرفت و شورش را کاملاً سرکوب کرد.
رضاشاه پس از سرکوب شورش سیاست اسکان اجباری عشایر موسوم به تخته قاپو را اجرا کرد. بدین ترتیب عشایر از حالت چادرنشینی و کوچ‌گردی خارج شدند و ایل عرب از شمال شرقی (صفاشهر) تا جنوب شرقی (زرین‌دشت و لارستان) فارس به‌طور پراکنده سکونت اجباری را در کنار شهرها و روستاها یا در نقطه‌های دور بدون هیچگونه وسیلهٔ رفاهی آغاز کردند. در جریان اسکان اجباری جمعیت قابل توجهی از عشایر به دلایل متعددی همچون بیماری، قحطی، گرما و سرمازدگی و تلف شدن احشام کشته یا پراکنده شدند. چنانچه الیور گارود در سال ۱۳۲۴ در بازدید از فارس، مشاهده کرد که بسیاری از طایفه‌های ایل عرب «در وضعیت اسفباری قرار دارند؛ به طوری که [برای گذران زندگی] به گدایی و دزدی‌های کوچک وادار شده‌اند.» عشایر با سقوط رضاشاه از اسکان خارج شدند و دوباره به کوچ‌نشینی روی آوردند. پس از خروج از اسکان جمعیت آن‌ها رو به فزونی گذاشت و تعداد احشام آنان به بالاترین رقم رسید. به‌طوری‌که طبق آمار سرشماری سال ۱۳۴۲ جمعیت ایل عرب رقمی در حدود دوازده هزار خانوار و پنجاه هزار نفر را تشکیل می‌داد. عشایر عرب از سال ۱۳۴۲ به مرور کوچ را رها کرده و در شهرها و روستاها یکجانشین شدند. بدین ترتیب نظام سیاسی رهبری ایل به‌طور کلی درهم ریخت و کارآمدی پیشین خود را از دست داد و امروزه بیشتر اهالی ایل عرب یکجانشین شده‌اند.

## زبان
مردم ایل عرب خمسه به گویش عربی خمسه سخن می‌گویند و این گویش در دسته عربی خلیجی قرار می‌گیرد. به سبب سکونت درازمدت مردم ایل عرب در منطقهٔ فارس و هم‌زیستی با گروه‌های فارس، ترک و لر، واژگان فراوانی از زبان این مردمان به گویش عربی خمسه راه پیدا کرده است. با گذشت هر نسل از فصاحت این گویش کاسته و واژگان فارسی جایگزین آن می‌شود. آنچه که چهارچوب اصلی گویش عربی خمسه را حفظ نموده است، وجود فعل‌های عربی است چرا که اسم‌های فراوانی در این زبان از فارسی و دیگر زبان‌های همجوار وام‌گیری شده‌اند اما بیشتر فعل‌ها هنوز دست‌نخورده باقی مانده‌اند.

## فرهنگ
امروزه می‌توان گفت ایل عرب خمسه به‌طور آشکاری ایرانی شده‌اند و به سرزمین، تاریخ و فرهنگ جامعه ایرانی پیوسته‌اند و عوامل فرهنگی و هویتی ایرانی در وجود آن‌ها نهادینه شده ست. در بین اعراب فارس غیر از زبان مادری‌شان (که البته در آن نیز واژه‌های فراوان فارسی و همجنین لری و ترکی دیده می‌شود) در سایر موارد با فرهنگ و هویت جامعه ایرانی به ویژه خطه جنوب، احساس همبستگی و هماهنگی زیادی دیده می‌شود و مردم این ایل در پوشش، رسوم و فرهنگ، تفاوت عمده‌ای با دیگر عشایر جنوب مانند قشقایی‌ها، باصری‌ها و لرها ندارند. مؤلفه‌های هویت ایرانی به وضوح در شعر و ادبیات و همچنین مراسم‌های ایل مانند عید نوروز، چهارشنبه سوری (که در بین ایل عرب به چله به در معروف است)، مراسم پرسه، جشن آبریزگان (مراسم باران)، شاهنامه‌خوانی و نصب شیر سنگی بر بالای قبر افراد دلیر و شجاع یافت می‌شود.

### صنایع دستی
ایل عرب نقش بسیار پررنگی در تولید قالی دارد. طبق پژوهش‌های انجام شده حدود ۴۰ درصد از فرش‌های دستباف استان فارس توسط اعراب خمسه بافته می‌شود. فرش‌بافی این قوم ابتدا به صورت تفریحی و برای همراهی زنان عشایر در کسب درآمد هنگام کوچ انجام می‌شد، اما با یکجانشینی این هنر به صورت حرفه‌ای‌تر دنبال شد به صورتی که امروزه شهرستان سرچهان به عنوان یکی از مهم‌ترین مراکز تولید فرش با کیفیت اعراب خمسه شناخته می‌شود. روستا نشینی و کمتر شدن کار و زحمت زندگی عشایری، باعث شد زمان بیشتری برای بافت قالی وجود داشته باشد، امروز بیشتر بافندگان ایل خمسه را زنان روستانشین میانسال تشکیل می‌دهند.

## طوایف
طوایف ایل عرب خمسه از نظر وابستگی نژادی به دو گروه عمده عرب‌تبار و مهاجر-همجوار تقسیم می‌شوند. طوایف عرب عبارتند از:
- لبومحمدی
- غنی
- شیری
- مزیدی
- کوچی صفری
- جابری
- نقدعلی
- پیرسلامی
- لبردانی
- قوهستانی
- عزیزی
- بهلولی
- شهسواری
- چرگلی
- عسائی
- سادات کل
- قنبری
- لبوشرف هندی
- درازی
- صباحی
- کتی
- عبدالیوسفی
- عمله
- لبوحاجی
- عمادی
- پلنگی
- ولی‌شاهی
- الوانی
- خوشنامی
- حسانی
- تکریتی
- حنائی
- آل‌سعدی
- عبدالرضائی
- چگنی
- سادات موسوی حاج سید کوچک
- سادات موسوی آتشی
- سادات آل‌علی
- سادات میرزا
- سادات عمله
- عرب گاومیشی
- زرگر
- کوچی علی‌مرادی
- کوچی عبدالرضائی
- میرکی

## قلمرو

حدود مناطق کوچ ایل عرب خمسه
سردسیر
گرمسیر

قلمرو کوچ ایل عرب منطقهٔ وسیعی از شمال شرق تا جنوب شرقی استان فارس است. ییلاق آن‌ها در شهرستان‌های بوانات، خرم‌بید (قنقری) و سرچهان، در شمال شرقی استان فارس و قشلاق آن‌ها در منطقه سروستان، داراب، فسا، جهرم، بخش‌هایی از لارستان در جنوب شرقی فارس و رودان و احمدی در شمال هرمزگان قرار دارد.

## ریاست
رؤسای ایل عرب به‌طور موروثی از شاخهٔ شیبانی بوده‌اند. میراسماعیل خان عرب شیبانی، جد اعلای خاندان خوانین عرب، در دوره صفویه شخصیت برجسته‌ای به‌شمار می‌رفت و به گفته فسایی حکومت بر ایل عرب به او محول شد و از آن دوره حکمرانی نسل اندر نسل در خاندان او ادامه داشت. حکومت ایل باصری نیز از آن زمان تا دوره کریم خان زند ضمیمه ایل عرب بود و حاکم ایل عرب بر این ایل نیز حکمرانی می‌کرد.